# Telerobot

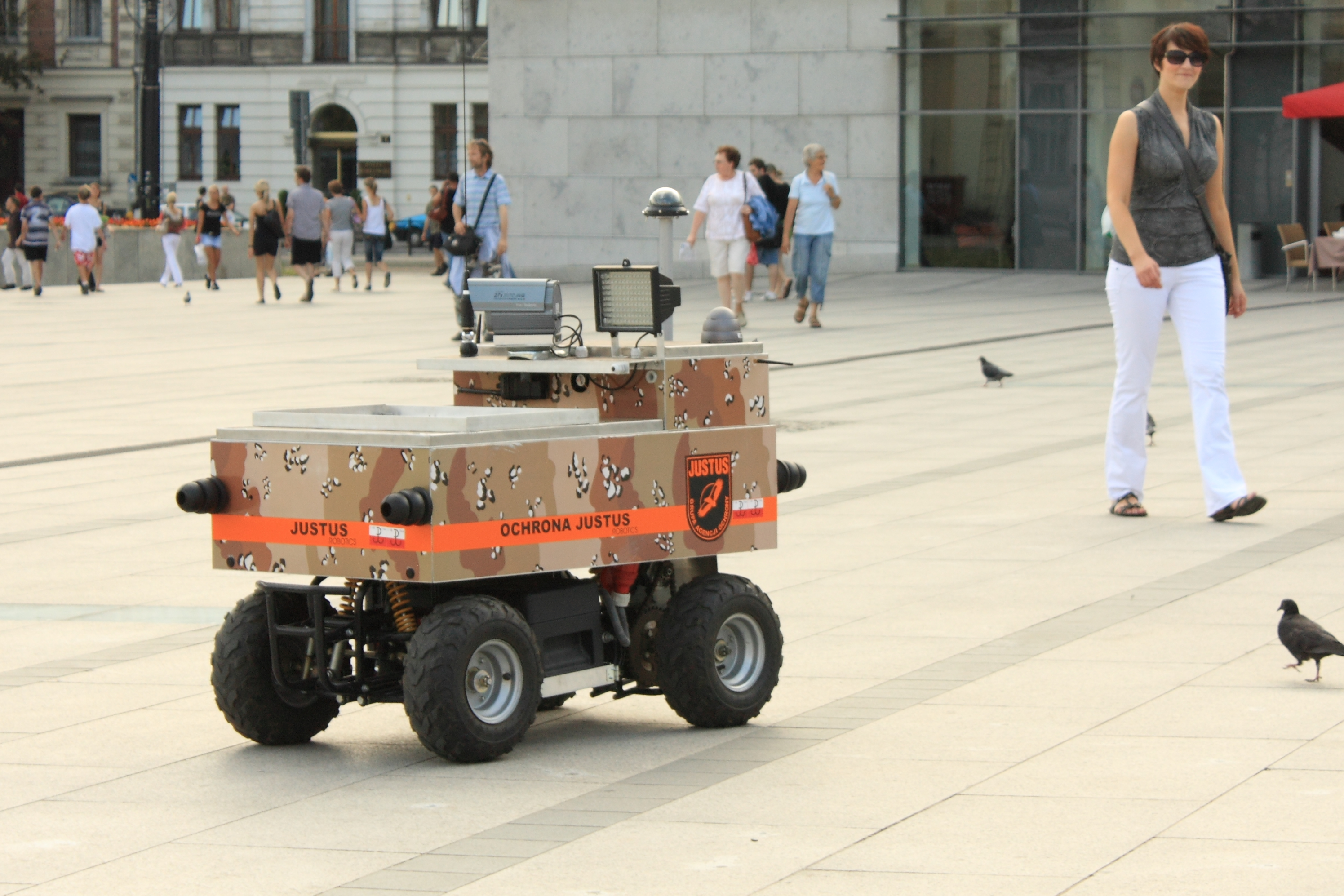
Robot Justus đi tuần ở Kraków, Ba Lan

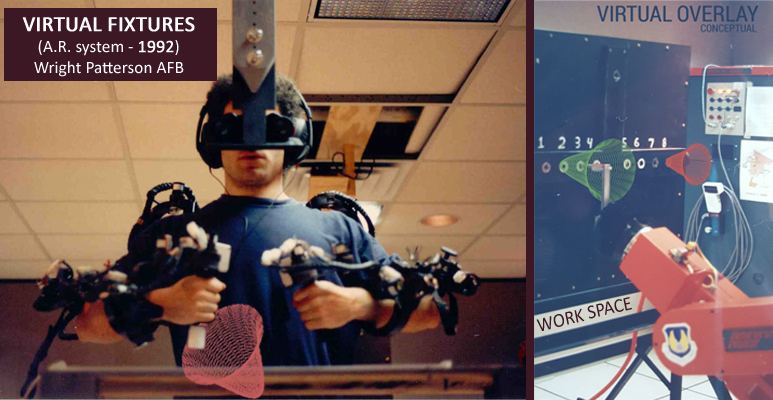
Telerobotic Hệ thống đồ họa ảo Không quân Mỹ, 1992

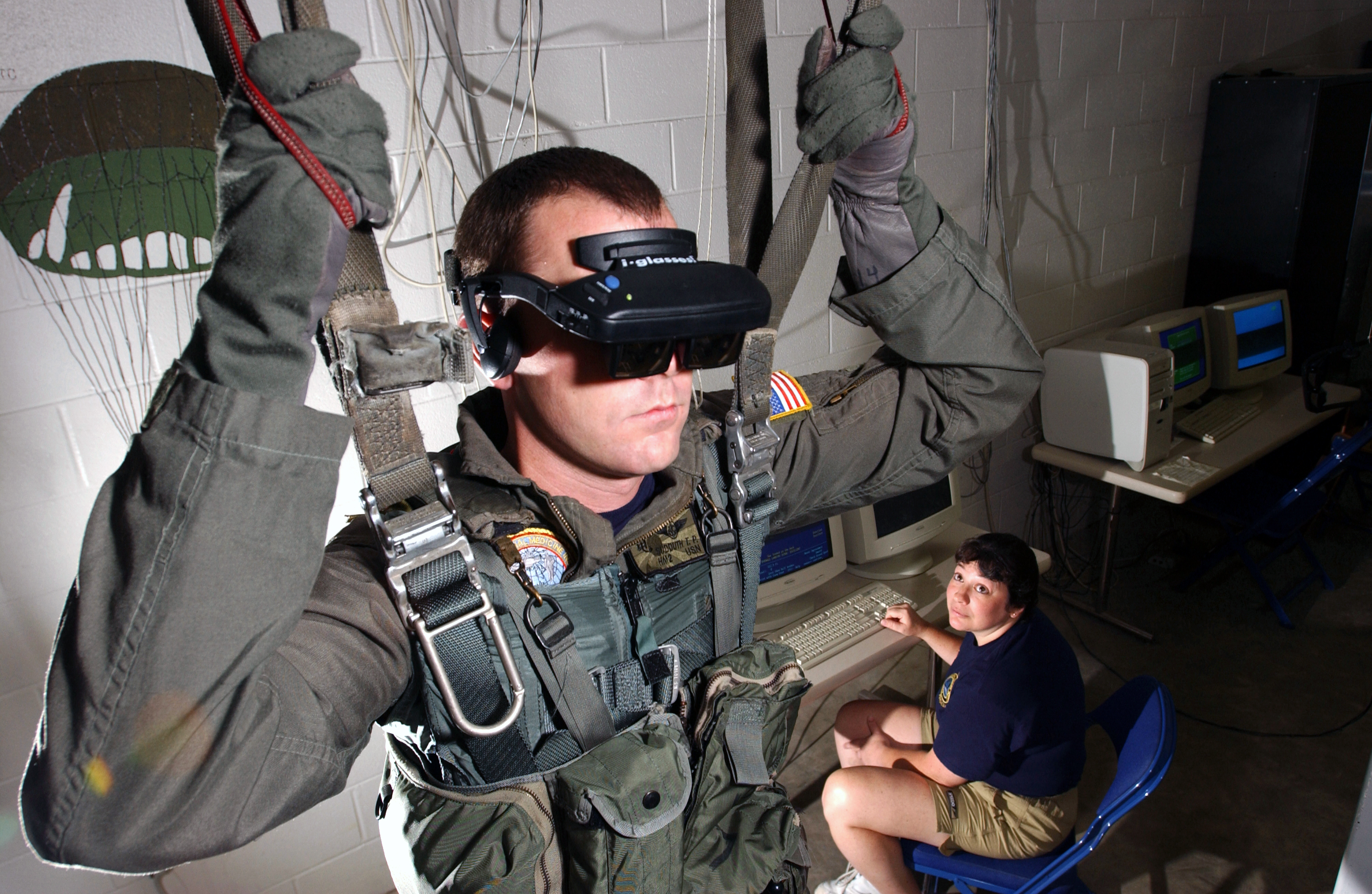
Lính Hải quân Hoa Kỳ thực hành nhảy dù ảo với màn hình gắn trên đầu

Telerobot hay Robot TelePresence là lĩnh vực robot học liên quan tới điều khiển robot bán tự động từ xa, chủ yếu sử dụng mạng không dây như mạng WiFi, Bluetooth, mạng không gian sâu của NASA, hoặc kết nối tethered. Nó là sự kết hợp của hai lĩnh vực con chính, teleoperation và telepresence .